# Discocerina hendeli
Discocerina hendeli är en tvåvingeart som beskrevs av Wirth 1968. Discocerina hendeli ingår i släktet Discocerina och familjen vattenflugor.
Artens utbredningsområde är Bolivia. Inga underarter finns listade i Catalogue of Life.